# 4316 Babinkova
4316 Babinkova је астероид главног астероидног појаса са средњом удаљеношћу од Сунца која износи 2,897 астрономских јединица (АЈ).
Апсолутна магнитуда астероида је 12,5.